# 舞鶴市立図書館
舞鶴市立図書館（まいづるしりつとしょかん）は舞鶴市の公共図書館の総称。

## 概要
舞鶴市は東西に市街地が分かれており、東舞鶴に東図書館、西舞鶴に西図書館がそれぞれ設置されている。東図書館の分館として、中舞鶴にある中総合会館に中分館が、東舞鶴駅南側の南公民館に南分館が設置されている。西図書館の分館として、旧加佐町の舞鶴市役所加佐分室（旧加佐町役場）に加佐分館が設置されている。

### 利用方法
資料は、誰でも無料で自由に閲覧・視聴できるが、貸出の場合は貸出券が必要となる。貸出券は、舞鶴市の居住者、舞鶴市への通勤・通学者であれば無料で作ることができる。申請の際は運転免許証、健康保険証などの住所・氏名の確認可能な身分証明書、（通勤・通学者の場合は、在勤・在学が確認可能なものも必要）を提示する必要がある。貸出冊数は合計6冊までで貸出期間は2週間である。返却期間内で予約がない場合は、1回に限り貸出を延長することができる。

#### インターネット予約
インターネット予約サービスを導入しており、インターネット上および市内21箇所の公共施設に設置された情報端末から図書の検索・予約が可能である。利用には事前に図書館カウンターでの登録が必要である。

## 利用状況
近年の来館者数は微増傾向にある。特に西図書館の来館者が継続的に増加している。
| 年度                 | 貸出者数（人） | 貸出者数（人） | 貸出者数（人） | 貸出者冊数（冊） | 貸出者冊数（冊） | 貸出者冊数（冊） | 開館日（日） |
| 年度                 | 東図書館       | 西図書館       | 合計           | 東図書館         | 西図書館         | 合計             | 開館日（日） |
| -------------------- | -------------- | -------------- | -------------- | ---------------- | ---------------- | ---------------- | ------------ |
| 2004年度(平成16年度) | 59,521人       | 44,338人       | 103,859人      | 197,450冊        | 155,033冊        | 352,483冊        | 278日        |
| 2005年度(平成17年度) | 55,612人       | 46,612人       | 102,224人      | 192,189冊        | 158,110冊        | 350,299冊        | 274日        |
| 2006年度(平成18年度) | 60,326人       | 48,277人       | 108,603人      | 211,459冊        | 161,397冊        | 372,856冊        | 278日        |
| 2007年度(平成19年度) | 59,722人       | 48,391人       | 108,113人      | 208,964冊        | 162,673冊        | 371,637冊        | 280日        |
| 2008年度(平成20年度) | 58,188人       | 49,825人       | 108,013人      | 209,398冊        | 162,704冊        | 372,102冊        | 278日        |
| 2009年度(平成21年度) | 59,517人       | 50,357人       | 109,874人      | 215,422冊        | 168,111冊        | 383,533冊        | 274日        |
| 2010年度(平成22年度) | 64,203人       | 52,073人       | 116,276人      | 221,642冊        | 180,091冊        | 401,733冊        | 277日        |
| 2011年度(平成23年度) | 61,636人       | 53,212人       | 114,848人      | 217,598冊        | 182,853冊        | 400,451冊        | 283日        |

## 沿革
- 1912年(明治45年)5月 - 舞鶴明倫尋常高等小学校附属町立図書館を設置[9]
- 1927年(昭和2年)8月 - 新築移転、舞鶴町立舞鶴図書館と改称[9]
- 1938年(昭和13年)8月1日 - 市制の施行により舞鶴市立舞鶴図書館と改称[9]
- 1946年(昭和21年)9月 - 東図書館を設置、舞鶴図書館を西図書館と改称[9]
- 1968年(昭和43年)10月 - 西図書館を舞鶴市民会館2階に移転[9]
- 1980年(昭和55年)4月 - 南分館を設置[9]
- 1988年(昭和63年)2月 - 加佐分館を設置[9]
- 1989年(平成元年)4月 - 東図書館を新築[9]
- 1990年(平成2年)12月 - 西図書館を新築、現在地に移転[9]
- 1991年(平成3年)3月 - 東図書館に電算システムを導入[9]
- 2003年(平成13年)3月 - 中分館を設置[9]
- 2003年(平成15年)6月 - インターネット予約をサービス開始[9]

## 図書館一覧
| 図書館名                 | 蔵書数    | 住所                                                                                   |
| ------------------------ | --------- | -------------------------------------------------------------------------------------- |
| 舞鶴市立東図書館         | 128,413冊 | 京都府舞鶴市字溝尻25番地北緯35度28分40秒 東経135度24分5.2秒                            |
| 舞鶴市立東図書館中分館   | 128,413冊 | 京都府舞鶴市字余部下1167番地 舞鶴市中総合会館1階北緯35度28分33.4秒 東経135度22分4.3秒  |
| 舞鶴市立東図書館南分館   | 128,413冊 | 京都府舞鶴市字森1005番地の3 舞鶴市南公民館1階北緯35度27分37.4秒 東経135度23分42秒      |
| 舞鶴市立西図書館         | 115,522冊 | 京都府舞鶴市字円満寺100番地の8北緯35度26分57.4秒 東経135度19分55.9秒                   |
| 舞鶴市立西図書館加佐分館 | 115,522冊 | 京都府舞鶴市字志高1005番地 舞鶴市役所加佐分室1階北緯35度25分45.2秒 東経135度14分51.3秒 |